# Svaz československých horolezců
Svaz československých horolezců vznikl jako federativní spolek v roce 1946 jako nástupce dřívějších českých horolezeckých a alpinistických organizací. Předsedou byl zvolen Josef Zdeněk Pilnáček. Spolek vydával po válce obnovený časopis Horolezec.
Mimořádné schůzi výboru v únoru 1948 předsedal místopředseda svazu Josef Zdeněk Pilnáček.